# Carutapera Airport
Carutapera Airport är en flygplats i Brasilien.   Den ligger i kommunen Carutapera och delstaten Maranhão, i den nordöstra delen av landet, 1 600 km norr om huvudstaden Brasília. Carutapera Airport ligger 34 meter över havet.
Terrängen runt Carutapera Airport är mycket platt. Närmaste större samhälle är Carutapera, 6,1 km norr om Carutapera Airport.
I omgivningarna runt Carutapera Airport växer i huvudsak städsegrön lövskog. Runt Carutapera Airport är det glesbefolkat, med 14 invånare per kvadratkilometer.